# Estelle Savasta
Estelle Savasta est autrice et metteuse en scène de théâtre. Elle dirige la compagnie Hippolyte a mal au cœur.
Estelle Savasta a d’abord été assistante de Gabriel Garran au Théâtre international de langue française à Paris, puis de Wajdi Mouawad au Théâtre de Quat’Sous à Montréal. En 2005 elle crée la compagnie Hippolyte a mal au cœur et met en scène une adaptation du Grand Cahier d’Agota Kristof en français et langue des signes française. En 2007 elle écrit Seule dans ma peau d’âne, publié aux éditions Lansman et nommé aux Molières l’année suivante dans la catégorie jeune public. En 2011 elle écrit Traversée, publié à l’Ecole des loisirs, et le met en scène dans une version bilingue Français et Langue des Signes Française ; en 2016 le texte est traduit en Anglais avec le soutien de la SACD et de l’Institut Français de Londres, puis fait l’objet d’une production par le Bush Theater de Londres en 2019. En 2014 elle écrit et met en scène Le Préambule des étourdis, d’après l’album La petite Casserole d’Anatole d’Isabelle Carrier. Après une année de résidence dans une classe de seconde à Cavaillon en 2015-16, elle crée en 2017 Lettres jamais écrites, une co-écriture avec neuf adolescents et quinze auteurs, puis en 2019 Nous, dans le désordre, inspiré de débats et improvisations avec les lycéens. En 2020 Sylvain Levey et Marc Nammour lui proposent de porter la mise en scène et la production de L’Endormi, un récit rap pour la jeunesse, créé en 2021. En 2022 elle imagine un spectacle de « théâtre invisible » pour les classes de lycée, Un Cours particulier. En 2024 elle créé D’autres familles que la mienne une fiction imaginée à la suite d’une grande enquête sur l’aide sociale à l’enfance. 
Références
- (en) Cet article est partiellement ou en totalité issu de l’article de Wikipédia en anglais intitulé « Estelle Savasta » (voir la liste des auteurs).